# Zagor King of Darkwood
Zagor King of Darkwood è un album di matrice folk, ispirato ai personaggi ed alle atmosfere del fumetto Zagor.
Il disco è stato presentato in anteprima con uno speciale showcase acustico presso la Mostra del Fumetto di Lucca, Lucca Comics.
Con molti mesi di anticipo rispetto all'uscita del prodotto, Graziano Romani ha reso liberamente disponibile su internet il demo del brano Darkwood.
Nel 2012 l'album è stato ristampato da Panini Comics col titolo My Name Is Zagor.

## Tracce
1. Darkwood
2. The Song of Wandering Fitzy
3. Clear Water Home
4. The Minstrel Boy
5. Molly Malone (duetto con Andy White)
6. Chico Felipe Cayetano Lopez y Martinez y Gonzales
7. The Willow Tree
8. Darkwood Rag
9. On Top of Old Smoky (duetto con Matthew Ryan)
10. Guitar Jim
11. The Tin Star
12. Bring On The Bad Guys
13. Wilding's Dream
14. Zagor King of Darkwood
15. Darkwood Demo (Bonus Track)

## Formazione
- Graziano Romani - voce, chitarra acustica, chitarra elettrica, flauto traverso, cori, armonica a bocca
- Pat Bonan - batteria, percussioni